# Die englische Katze

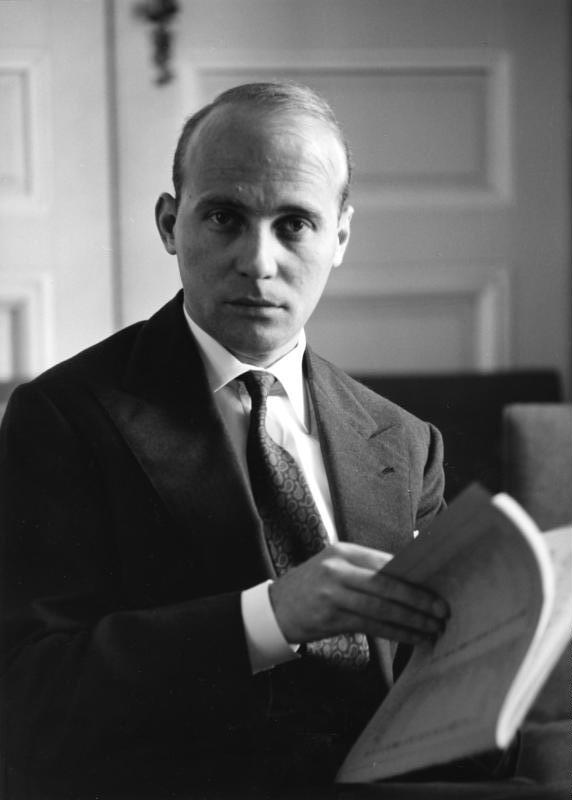
Hans Werner Henze, compositor de la obra.

Die englische Katze es una ópera en dos actos con música de Hans Werner Henze y libreto en inglés de Edward Bond basado en la pieza de Geneviève Serreau inspirada en la novela Peines de cœur d'une chatte anglaise de Honoré de Balzac. Se estrenó en una versión en alemán el 2 de junio de 1983 en el Schlosstheater de Schwetzingen por la Ópera Estatal de Stuttgart. Se estrenó en Francia en la Opéra-Comique en 1984. Se ha estrenado en versión inglesa en julio de 1985 en Santa Fe en los Estados Unidos.

## Personajes
| Persona                      | Tesitura     | Reparto del estreno, 2 de junio de 1983 (Director: Dennis Russell Davies) |
| ---------------------------- | ------------ | ------------------------------------------------------------------------- |
| Lord Puff                    | tenor        | Martin Finke                                                              |
| Minette, esposa de Lord Puff | soprano      | Inga Nielsen                                                              |
| Tom                          | barítono     | Wolfgang Schöne                                                           |
| Arnold                       | bajo         | Roland Bracht                                                             |
| Babette                      | mezzosoprano | Elisabeth Glauser                                                         |
| Louise                       | soprano      | Regina Marheinike                                                         |
| Miss Crisp                   | soprano      | Melinda Liebermann                                                        |
| Lady Toodle                  | mezzosoprano | Ursula Sutter                                                             |
| Peter                        | tenor        | Helmut Holzapfel                                                          |
| Plunkett                     | bajo         | Alfred Baumann                                                            |
| Jones                        | barítono     | Karl-Friedrich Dürr                                                       |